# Pierre L’Enfant
Pierre Charles L’Enfant, på engelska även kallad Peter L’Enfant, född 2 augusti 1754 i Anet i Eure-et-Loir, död 14 juni 1825 i Prince George's County i Maryland, var en fransk-amerikansk militär och stadsplanerare,  mest känd som upphovsmannen till planen för gatunätet i Washington, D.C. Han arbetade även som arkitekt och ritade Federal Hall i New York.

## Biografi

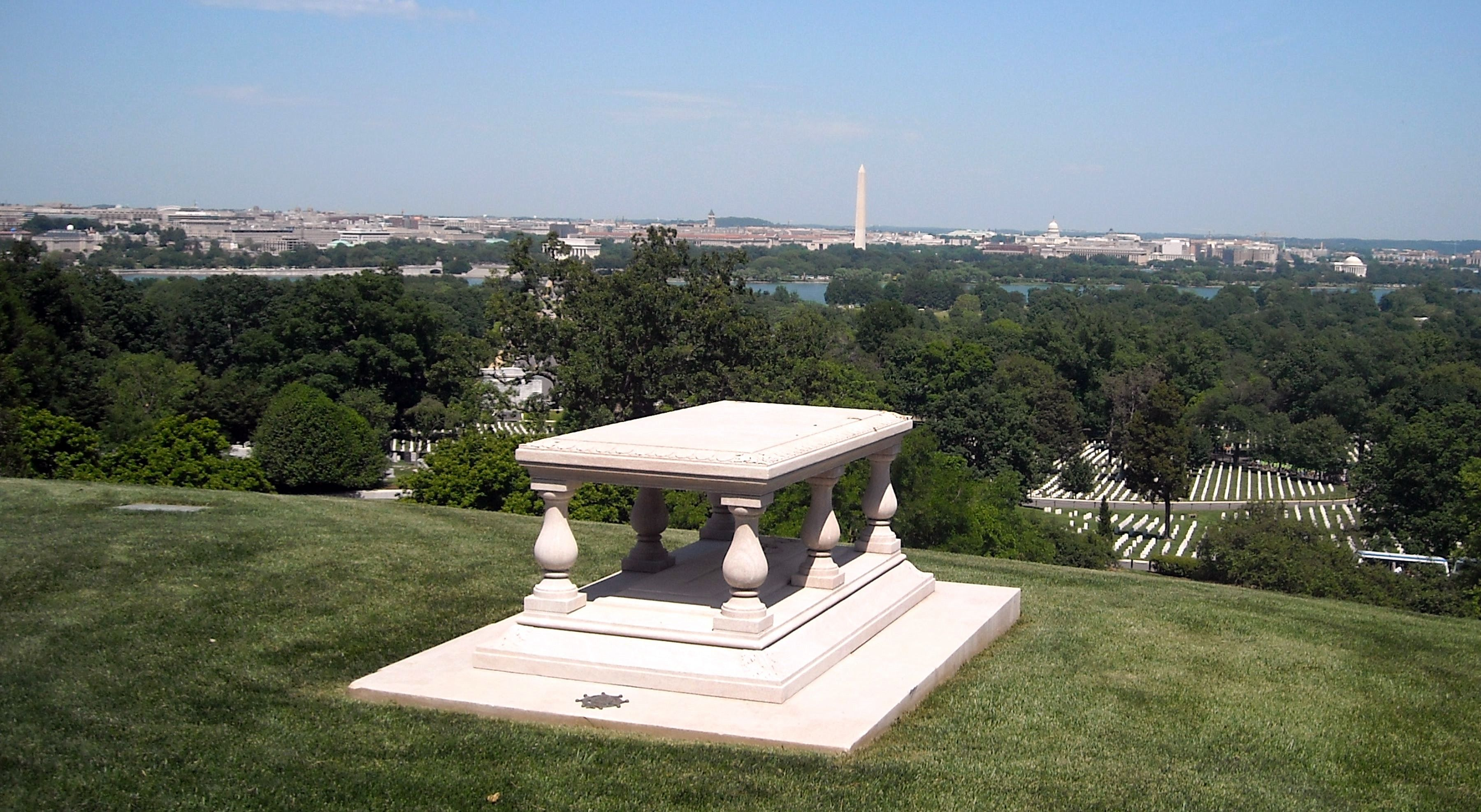
L'Enfants grav på Arlington National Cemetery. I bakgrunden Potomacfloden och Washington D.C.

L'Enfants stadsplan över Washington D.C., publicerad 1792.

Från 1771 till 1776 studerade L'Enfant konst vid Académie Royale de Peinture et de Sculpture i Paris med sin far som lärare. Vid 22 års ålder bestämde han sig för att åka till den "Nya Världen" tillsammans med markis Marie-Joseph Lafayette.
Efter ankomsten till USA 1777 deltog han som frivillig i amerikanska frihetskriget. Han avancerade till major och lärde känna George Washington, som senare erbjöd honom uppdraget att utforma den nya huvudstaden på en yta av 10 x 10 miles mark vid Potomacfloden. L'Enfant accepterade uppdraget och kring 1792 publicerades de första kartorna över den nya magnifika stadsplanen som förde tankarna till det antika Rom och dess storhetstid.
Arkitekten hyllades som en hjälte, men tvingades redan 1792 avgå efter en konflikt med andra personer i projektet. Staden Washington D.C. byggdes dock till stor del enligt L'Enfants ursprungliga planer, men L'Enfant själv fick fram till sin död kämpa i flera domstolar för att få en acceptabel ekonomisk ersättning för sitt arbete. Han dog fattig, och först efter sin död hyllades han med ett monument. Hans kvarlevor flyttades och han begravdes på nytt på Arlington National Cemetery.